# عائشة سالم بن سمنوه
عائشة سالم بن سمنوه، سياسية وتربوية وبرلمانية إماراتية، عضو المجلس الوطني الأتحادي في الإمارات العربية المتحدة عن إمارة الشارقة.

## حياتها
درست عائشة العربية والتربية الإسلامية لمدة 12 عاماً، حصلت على دبلوم تأهيل تربوي، وبكالوريوس تربية تخصص معلم فصل، وشهادة مدرب معتمد محترف، وشهادة مستشار تربوي.
شغلت منصب مساعدة مديرة لمدة عام، ومنصب مدير مدرسة لفترة قاربت نحو 17 عاماً. خاضت الكثير من الدورات التدريبية ما أسهم في صقل قدراتها على العطاء والتميز، ساهمت وشاركت في العديد من الأعمال التطوعية التدريبية الخاصة بـ«الذات» وأخرى تربوية لطلبة وطالبات المدارس، ودربت الكثير من القيادات الإدارية للمداس والمعلمات في مختلف الجهات الخيرية والتطوعية. شاركت في مجالس أولياء الأمور ولها بصمات واضحة فيها.
حصلت على العديد من جوائز التقدير والتميز، منها جائزة الإمارات للتميز الإداري، وجائزة خليفة للمعلم، وجائزة رموز العطاء.

## الحياة العملية
ترأست عائشة العديد من اللجان خلال مسيرة عملها منها:
- رئيس لجنة الشؤون الإسلامية والأوقاف والمرافق العامة في المجلس الوطني للأتحاد.[3]
- رئيس لجنة الشؤون الاجتماعية والتربوية والثقافية والمرأة والشباب في البرلمان العربي.
- عضو المجلس الوطني الأتحادي.عن إمارة الشارقة بمكرمة من صاحب السمو الشيخ الدكتور سلطان بن محمد القاسمي عضو المجلس الأعلى حاكم الشارقة، بنظرة ثاقبة وأبوية حانية، بعد خوض الانتخابات واحتلالها المركز الأول على المستوى النسائي في منافسة 18 امرأة أخرى، وعلى المستوى العام لم يسبقها سوى 3 رجال، إذ احتلت المركز الرابع من ضمن 60 مرشحاً.[2]
- مدير مدرسة أشبيلية للتعليم الأساسي.
- عضو البرلمان العربي
- شاركت في ندوة اطلاق الوثيقة العربية لحقوق المرأة والتي اقيمت في أبوظبي بمشاركة عدة دول من بينها مصر.[3][4][5]
- عضو لجنة التربية والتعليم في البرلمان العربي.[2]